# Noob
Noob (slang. núb, noobie) je označení pro člověka, který dělá nějakou činnost, v níž není zběhlý, dělá ji poprvé nebo ji neumí. Vzniklo odvozením z anglického „new boy“ (nový chlapec – na školách, vojně) v šedesátých letech, který byl zkrácen na newbie a poté se vyvinula nejpoužívanější verze: noob. V běžném mluveném projevu se slovo noob nevyskytuje příliš často. Nejvíce se toto označení objevuje v počítačových hrách; když hráč jinému hráči řekne, že je noob, je to chápáno jako narážka, že to neumí, zatímco slovo newbie je bez hanlivého významu a označuje začátečníka, který se snaží v dané činnosti zlepšit a vyrovnat se zkušenějším. Noob se naopak vůbec nesnaží se zlepšovat a poslouchat rady zkušenějších.
Při hraní počítačových her je obvyklé, že hráč musí snést označení noob i v momentech, kdy předvede z nejrůznějších příčin výkon hluboko pod jeho možnostmi, například kvůli začátečnické chybě.

## Překlad
Pro slovo noob není přesný překlad, ale chápe se jako synonymum ke slovům: začátečník, zelenáč, bažant nebo nešika. V češtině je běžnější výraz lama, který se dá chápat podobně jako noob, ale lama má blíž k neschopnosti než k nezkušenosti. Jedná se o výraz označující začátečníka, který se snaží působit dojmem zkušeného (hráče). Nejčastěji se tento výraz používá v počítačových a MMO hrách.

## Tvary slova
Kromě standardního noob se také často používají různé tvary z číslic a písmen nebo zdrobněliny. Jako příklad by se dala použít slova n00b, noobie, Newbie, n00bík, Núúb, Nooblet, n00blet, Nab00 anebo nula.
Občas je možné narazit na slovo noobish, (česky noobské nebo noobština), které představuje projev nooba, jenž kromě špatného výkonu v dané činnosti a exhibicionismu ještě vede primitivní diskuzi, často s využitím nadměrného množství internetových zkratek (čili spam).